# Harpactea nausicaae
Harpactea nausicaae este o specie de păianjeni din genul Harpactea, familia Dysderidae, descrisă de Brignoli, 1976. Conform Catalogue of Life specia Harpactea nausicaae nu are subspecii cunoscute.